# El conqueridor de Mongòlia
 El conqueridor de Mongòlia  (original:The Conqueror) és una pel·lícula estatunidenca de Dick Powell estrenada el 1956 i doblada al català.

## Argument
Temujin i el seu germà Jmuga, caps de les hordes mongols, agafen Bortai, la filla del cap tàrtar Kumlek. Al final d'intrigues i de batalles, Temujin es convertirà en Genguis Kan.

## Repartiment
- John Wayne: Temujin, després Genguis Kan
- Susan Hayward: Bortai
- Pedro Armendáriz: Jamuga
- Agnes Moorehead: Hunlun
- Thomas Gomez: Wang Khan
- John Hoyt: Shaman
- William Conrad: Kasar
- Ted de Corsia: Kumlek
- Leslie Bradley: Targutai
- Lee Van Cleef: Chepei
- Peter Mamakos: Bogurchi
- Leo Gordon: capità Tartar

## Crítica
Entretinguda cinta d'aventures pràcticament concebuda com un western en que el més divertit és la demencial elecció d'actors per incorporar uns personatges que d'aquesta manera resulten gairebé una broma. Acceptada aquesta premissa, res a retreure. Amb aquesta dada històrica, assenyalar que els exteriors del film van ser rodats en el desert d'Escalante a Utah, en una zona on s'havia experimentat amb bombes atòmiques. Se suposa que això és la causa que molts dels que van intervenir a la pel·lícula morissin de càncer en anys successius.

## Els càncers dels participants de la pel·lícula
- John Wayne va tenir un càncer del pulmó el 1964 i va perdre un pulmó; i el 1979, mor d'un càncer d'estómac.[3] Però era també un gran fumador (3 paquets diaris).
- Dick Powell ha mort el 1963 d'un limfoma als 58 anys.
- Pedro Armendáriz, afectat d'un càncer, es va suïcidar el 1963.
- Agnes Moorehead va morir de les complicacions d'un càncer de mama.
- Susan Hayward va morir el 14 de març de 1975 d'un d'un tumor al cervell.
- John Hoyt va morir d'un càncer el 1991 als 85 anys.

## Al voltant de la pel·lícula
- John Wayne trobarà un digne successor en la persona de Christopher Lambert. A Vercingétorix: La legenda del druida rei de Jacques Dorfmann (2001) el periodista Marc Toullec (de Cine Live) subratlla: Creïble al paper de Vercingetorix, Christophe Lambert ho és més o menys tant com John Wayne en el de Genghis Khan en The Conqueror, un dels més graciosos errors de càsting de la història del cinema.